# Calosoma parvicolle
Calosoma parvicolle är en skalbaggsart som beskrevs av Henry Clinton Fall. Calosoma parvicolle ingår i släktet Calosoma och familjen jordlöpare. Inga underarter finns listade i Catalogue of Life.